# Herrschaft Rabenstein (Sachsen)
Die Herrschaft Rabenstein war ein Territorium auf dem Gebiet des heutigen Sachsens. Ursprünglich war sie ein Reichslehen, bis sie 1375 vom Kloster Chemnitz aufgekauft wurde und 1548 ein Teil des neu gegründeten Amts Chemnitz im Kurfürstentum Sachsen wurde.

## Geographische Ausdehnung
Das Gebiet der Herrschaft Rabenstein umfasst die westlichen Stadtteile der heutigen Stadt Chemnitz, zwei heutige Ortsteile der Stadt Limbach-Oberfrohna und einen heutigen Ortsteil der Stadt Hohenstein-Ernstthal im Landkreis Zwickau. Das Amt war zu großen Teilen vom Besitz des Chemnitzer Benediktinerklosters (späteres Amt Chemnitz) umgeben.

## Angrenzende Verwaltungseinheiten
| Amt Chemnitz                | Amt Penig                                   |              |
| Schönburgische Herrschaften | Kompassrose, die auf Nachbargemeinden zeigt | Amt Chemnitz |
| Amt Grünhain (Exklave)      | Amt Chemnitz                                |              |

## Geschichte

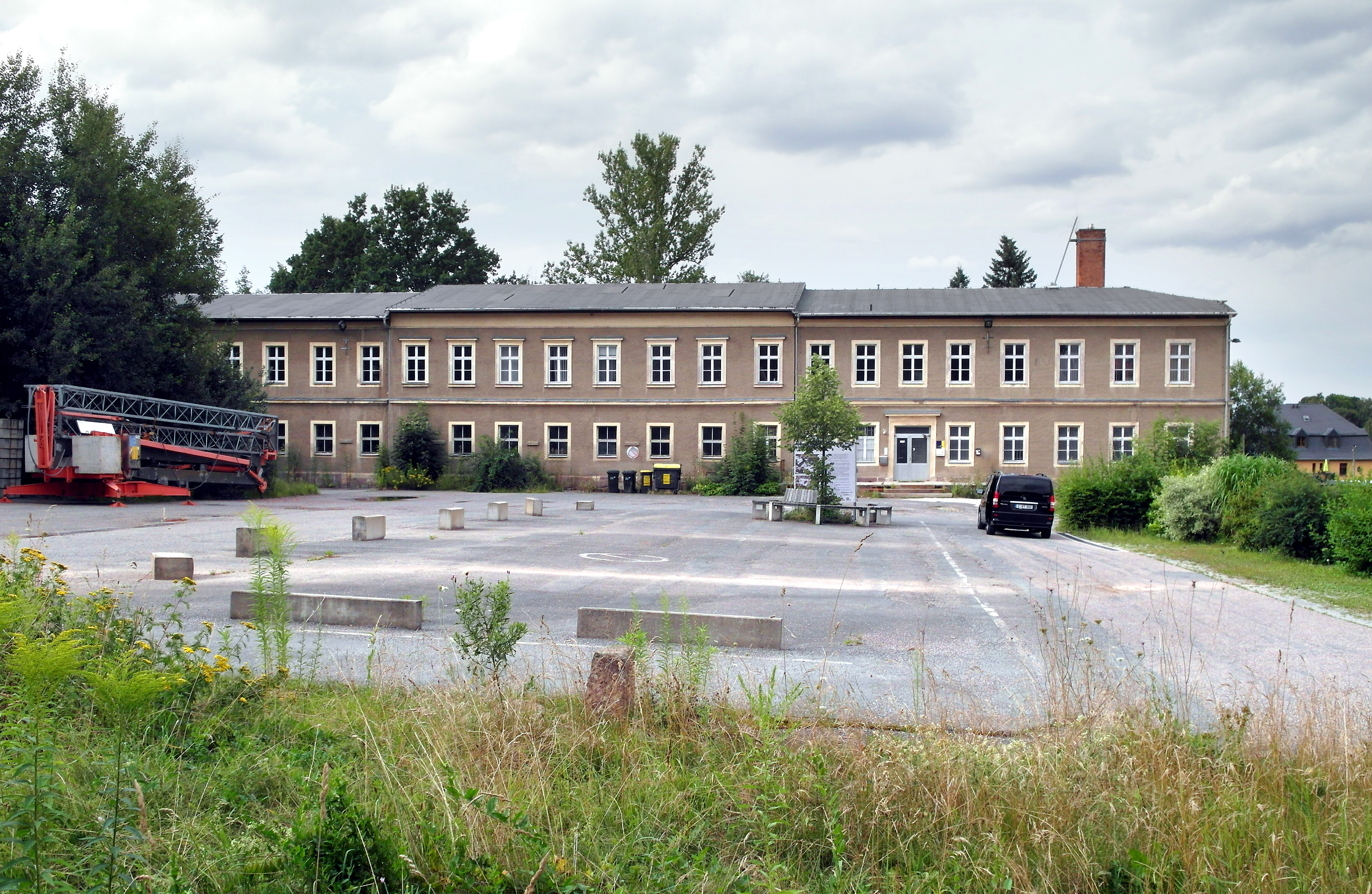
Herrenhaus Niederrabenstein 2016

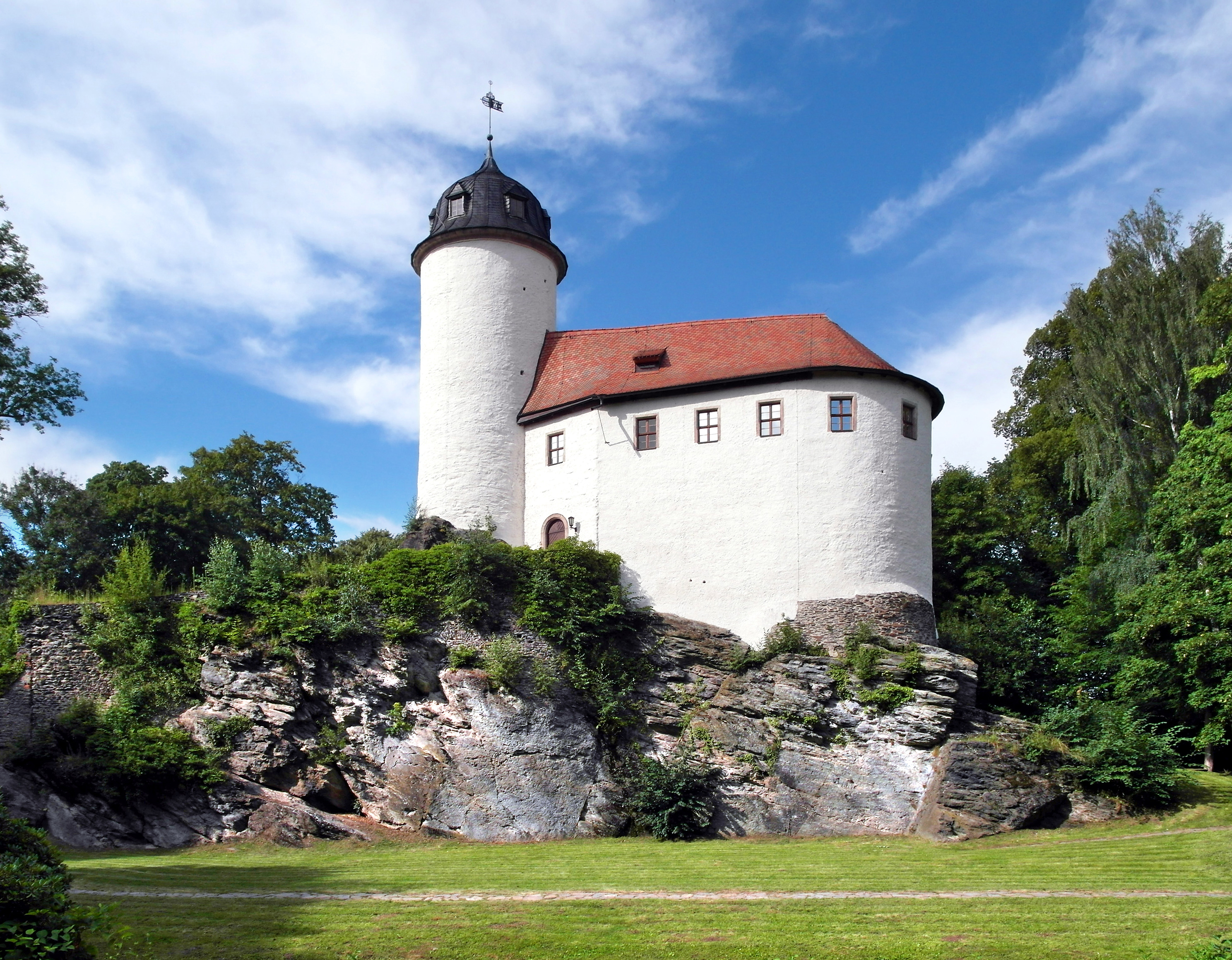
Burg Oberrabenstein 2016

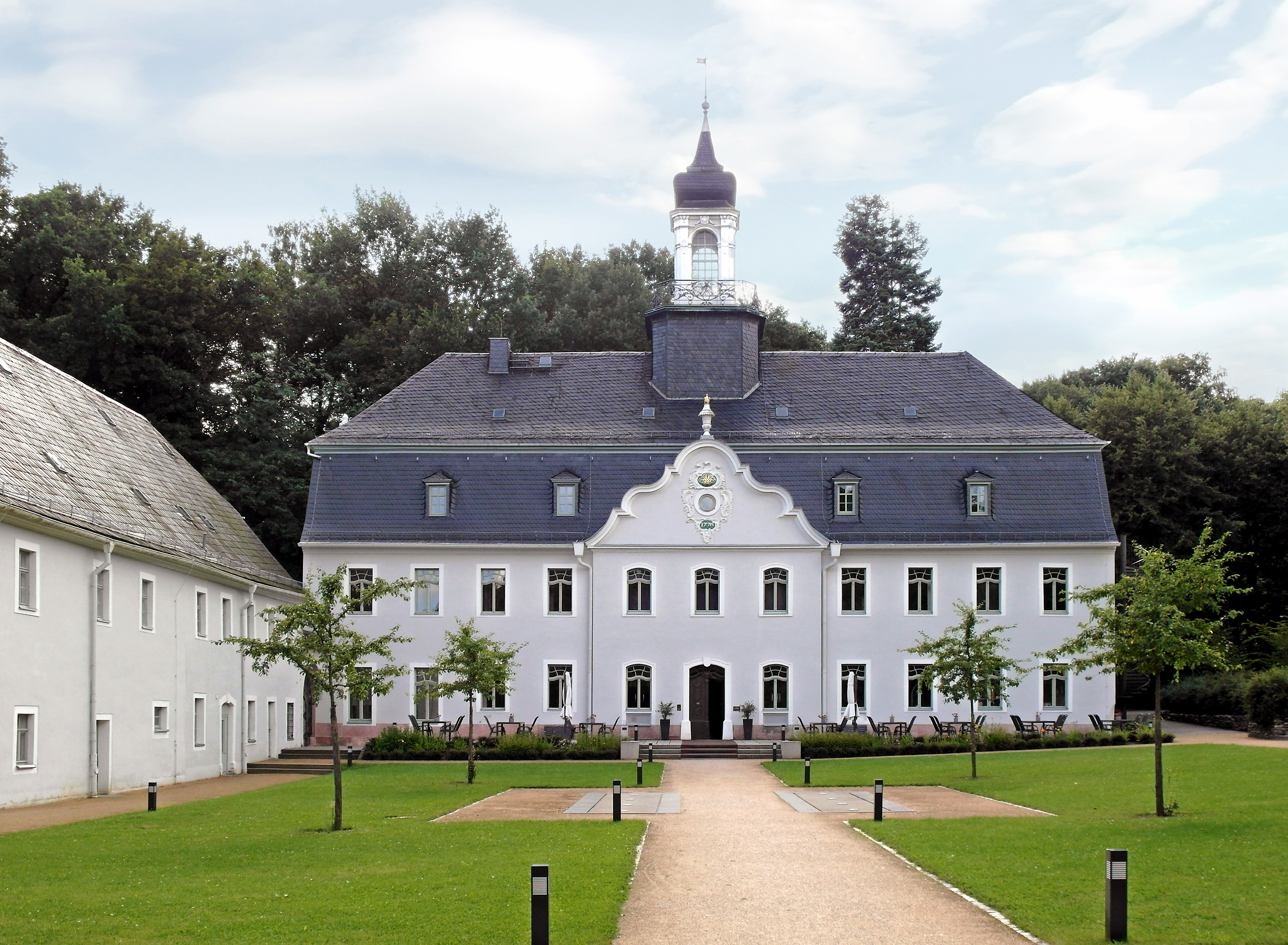
Schloss Oberrabenstein 2016

Das Amt Rabenstein war ein Reichslehen, welches 1336 als Herrschaft Rabenstein von den Herren von Waldenburg gegründet wurde. 1375 kaufte das Chemnitzer Benediktinerkloster die Herrschaft von den Herren von Waldenburg auf, welche im Tausch das zum Chemnitzer Kloster gehörende Rittergut Großhartmannsdorf im Mittleren Erzgebirge erhielten. Dieses kam als Exklave an die waldenburgische Herrschaft Wolkenstein.
Durch den Kauf der Herrschaft Rabenstein durch das Chemnitzer Kloster kam es 1386 zur Rabensteiner Fehde. Seit der Leipziger Teilung 1485 gehörte die Herrschaft Rabenstein zur albertinischen Linie der Wettiner. Nach Einführung der Reformation und der damit resultierenden Säkularisation wurde aus dem Territorium des Chemnitzer Klosters im Jahr 1548 das Amt Chemnitz gebildet. Die Herrschaft Rabenstein war seitdem ein Teil dieses neuen Amts. 
Seit 1602 wurde das Dorf Niederrabenstein an die Familie von Carlowitz verlehnt. Danach entstand in Niederrabenstein ein Rittergut der Familie von Carlowitz. 1619 erwarb ein Nachkomme der Familie auch die Burg Rabenstein mit der Rabensteiner Gasse (Oberrabenstein), wodurch eine neue Herrschaft Rabenstein entstand, die ab 1671 aufgeteilt wurde. 1686 wurde die Herrschaft Niederrabenstein verkauft. Das Geschlecht von Carlowitz hatte noch bis 1774 die Burg und das Rittergut Oberrabenstein in Besitz. Danach ging beides in bürgerlichen Besitz über.

## Zugehörige Orte
Folgende Orte gehörten zur Herrschaft Rabenstein: 
Dörfer
| - Grüna - Kändler (Amtsanteil) - Löbenhain - Mittelbach - Neustadt - Niederrabenstein | - Oberrabenstein - Pleißa - Reichenbrand - Siegmar - Wüstenbrand |

Burgen und Rittergüter
- Burg Rabenstein
- Rittergut Niederrabenstein
- Wasserburg Höckericht

Bis auf Pleißa und Kändler, welche heute zur Stadt Limbach-Oberfrohna gehören, und dem heutigen Hohenstein-Ernstthaler Ortsteil Wüstenbrand liegen die Orte heute alle in der Großstadt Chemnitz.